# William Gibson (författare)

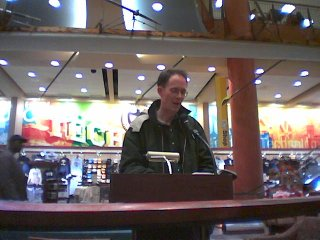
William Gibson på Georgia Institute of Technology 2004.

William Ford Gibson, född 17 mars 1948 i Conway, South Carolina, USA, är en amerikansk science fiction-författare, som sedan 1968 bor i Kanada. Han har kallats cyberpunkens fader, och var den som myntade uttrycket cyberspace.

## Biografi
Gibson bodde som barn i Whytheville, Virgina. Gibsons far dog när han var åtta år och hans mor när han var arton.
Som tonåring gick han på internatskola i Tucson, Arizona, och 1968 flyttade han till Kanada för att undgå att skickas till Vietnam under Vietnamkriget.
Några år senare, 1972, slog han sig ned i Vancouver, British Columbia, där han sedan stannat. Det var också där och då han började skriva science fiction. 

## Gibsons författarskap
Gibsons tidiga verk är generellt sett futuristiska historier om vilka effekter cybernetik och cyberspace-teknologi, det vill säga datorsimulerad verklighet, har på mänskligheten i en nära framtid. Han fick sin första novell Fragments of a Hologram Rose publicerad i en science fiction-tidskrift 1977 efter att ha gått en kurs i science fiction på University of British Columbia i Vancouver. Den ingår nu i novellsamlingen Burning Chrome från 1986. Hans första roman, Neuromancer (1984), vann tre stora science fiction-utmärkelser: Nebulapriset 1984, Hugopriset och Philip K. Dick Memorial Award.
Det Gibson skrev på 1980-talet har en dyster film noir-känsla. På senare tid, 1990-talet och framåt, har Gibson bytt riktning från de fiktiva dystopierna som gjorde honom känd, till en mer realistisk stil. Han undviker numer de för honom annars så karakteristiska "jump-cuts" till förmån för kontuinitet och ett narrativt flöde.
Med Pattern Recognition (2003) tog han klivet från att främst varit känd inom science fiction-kulturen till att ta sig in i de bredare folklagrens medvetande genom att hamna på bästsäljarlistorna för första gången. Fokus ligger dock fortfarande på teknologisk förändring, och i synnerhet dess mörkare, mindre förutsägbara sociala konsekvenser.
I oktober 2016 kom nyheten att Gibson släpper sin första serieroman, Archangel, i april 2017. Serieromanen ges ut i samarbete med Michael St. John Smith och Butch Guice. Handlingen kommer kretsa kring parallella tidslinjer och att försöka rädda världen. 

## Gibson i verklighetens cyberspace
Förutom de vanliga pappersböckerna har han också gett ut en elektronisk dikt kallad Agrippa (A Book of the Dead) 1992 och från januari till september 2003 skrev han en blogg. I oktober 2004 återupptog han bloggandet.

## Gibson i filmens och televisionens värld
Till filmatiseringen av Alien 3 hade man höga förväntningar på Gibsons filmmanusbidrag men få av hans element kom med i den slutgiltiga versionen.
Av hans egna verk så har två av hans noveller filmats: Johnny Mnemonic från 1995 med Keanu Reeves i huvudrollen, och New Rose Hotel från 1998 med Christopher Walken, Willem Dafoe och Asia Argento i rollerna. 
Tillsammans med sin vän Tom Maddox har Gibson skrivit Arkiv X-avsnitten Kill Switch och First Person Shooter. I den sistnämnda gjorde han även en cameo liksom i miniserien Wild Palms, som var starkt influerad av Gibsons och andra cyberpunk-författares verk.

### Romaner

#### Serier
- Sprawl-trilogin
  - Neuromancer (1984) (Neuromancer, översättning Hans Lindquist, Norstedt, 1987)
  - Count Zero (1986) (Count Zero, översättning Hans Lindquist, Norstedt, 1988)
  - Mona Lisa Overdrive (1988) (Mona Lisa overdrive, översättning Hans Lindquist, PAN/Norstedt, 1994)
- Bridge-trilogin
  - Virtual Light (1993) (Virtual light, översättning Molle Kanmert, Norstedt, 1994)
  - Idoru (1996) (Idoru, översättning Molle Kanmert, Norstedt, 1997)
  - All Tomorrow's Parties (1999)
- Blue Ant-trilogin
  - Pattern Recognition (2003) (Känna mönster, översättning Molle Kanmert Sjölander, Norstedt, 2005)
  - Spook Country (2007)
  - Zero History (2010)
- Jackpot-trilogin
  - The Peripheral (2014)
  - Agency (2020)
  - Jackpot (kommande)

#### Fristående romaner
- The Difference Engine (1990; med Bruce Sterling)

### Noveller
- Burning Chrome (1986) som inkluderar:
  - Johnny Mnemonic (novell) (1981) (Johnny Mnemonic och andra berättelser, översättning Molle Kanmert, Norstedt, 1995)
  - The Gernsback Continuum (1981)
  - Fragments of a Hologram Rose
  - The Belonging Kind (1981; med John Shirley)
  - Hinterlands (1981)
  - Red Star, Winter Orbit (med Bruce Sterling)
  - New Rose Hotel (1981)
  - The Winter Market (1985)
  - Dogfight (1985; med Michael Swanwick)
  - Burning Chrome (1982)

- Doing Television (1990)
- Skinner's Room (1990)
- Cyber-Claus (1991)
- Thirteen Views of a Cardboard City (1997)

### Övrigt
- The Art of the X-Files, Introduktion (1998)